# Pomník Jana Ámose Komenského (Brandýs nad Orlicí)
Pomník Jana Ámose Komenského se od roku 1865 nalézá pod strání nedaleko od koupaliště u cyklostezky spojující města Brandýs nad Orlicí s okresním městem Ústí nad Orlicí. Pomník je od roku 1958 chráněn jako nemovitá kulturní památka ČR.

## Historie
Pomník připomíná působení Jednoty bratrské v Brandýse nad Orlicí, kde si bratři vybudovali jedno ze svých prvních sídel. Jan Ámos Komenský v Brandýse pobýval v letech 1622–1625, azyl jemu i dalším českobratrským kněžím zde poskytoval Karel starší ze Žerotína.
V roce 1865 byl podle návrhu Karla Svobody, člena Umělecké besedy zhotoven kamenný pomník připomínající zdejší Komenského pobyt. Pomník byl slavnostně odhalen 5. září 1865. V roce 1871 byla pořízena bronzová a pozlacená plaketa s podobiznou J. A. Komenského, která je dílem Josefa Benkeho ze Smíchova.

## Popis
Pomník se nalézá nad schodištěm o 18 pískovcových schodech. Nad schodištěm stojí na čtyřech pískovcových stupních vysoký hranolový podstavec s profilovanou patkou. Na čelní straně podstavce je vyryt zlacený nápis: „JANU AMOSU / KOMENSKÉMU / VDĚČNÝ NÁROD / DNE PÁTÉHO ZÁŘÍ / MDCCCLXV“.
Na podstavci stojí čtyřhranný nahoru se zužující pylon s profilovanou patkou. Na čelní straně pylonu je umístěn oválný zlacený reliéf s hlavou J. A. Komenského ve tříčtvrtečním profilu.
Vpravo od pomníku ve stráni se nalézá zamřížovaný sklep – pozůstatek stavby, ve které se údajně skrýval J.A. Komenský pod ochranou pánů ze Žerotína a kde měl napsat dílo Labyrint světa a ráj srdce.
Pomník prošel v roce 2018 celkovou renovací. 

## Fotogalerie

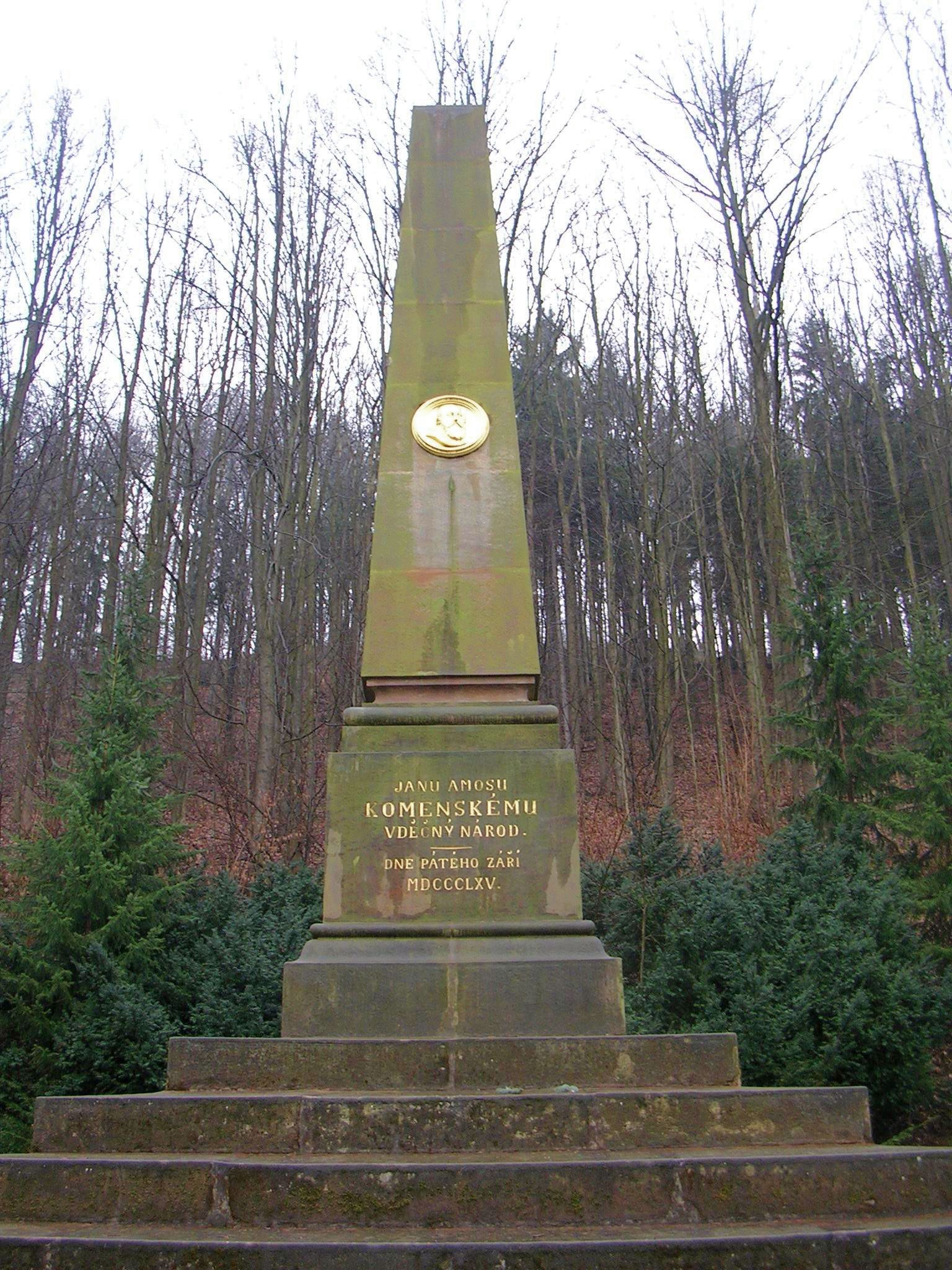
Detail Památníku Komenského v Brandýse nad Orlicí
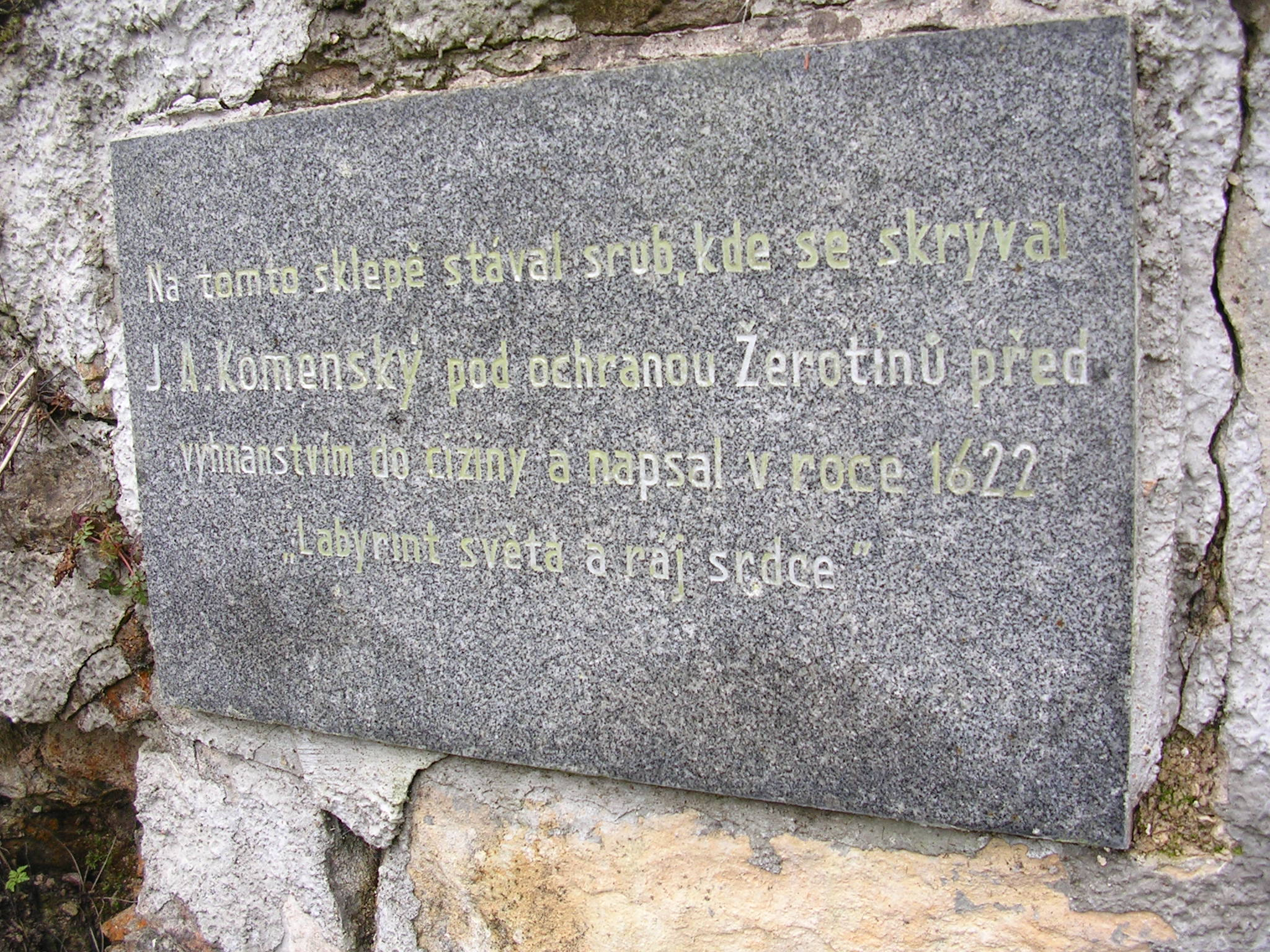
Pamětní deska u pozůstatků budovy u památníku Komenského
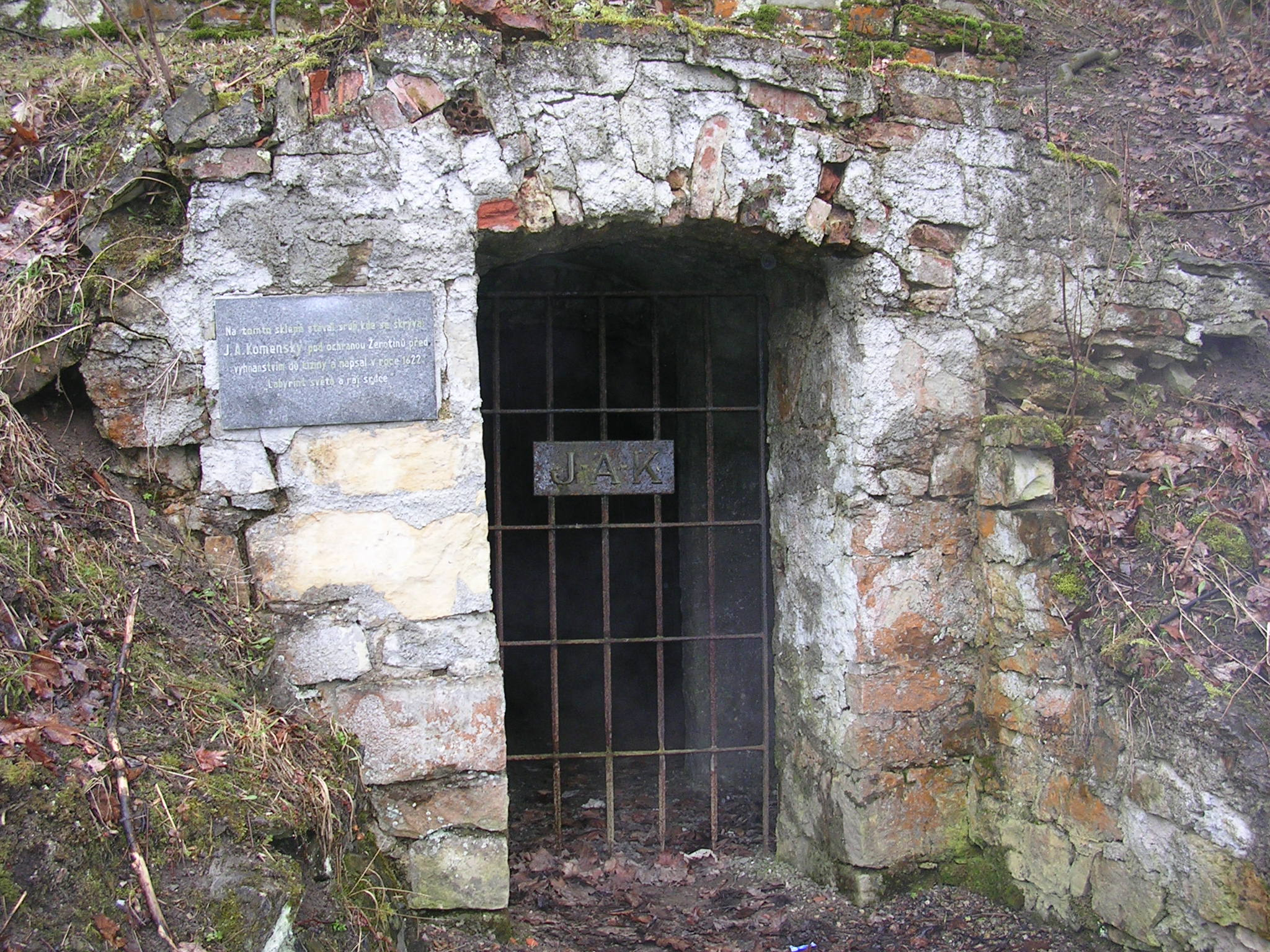
Vstup do pozůstatků sklepa u památníku Komenského